# 吉四六
吉四六（きっちょむ）は、大分県中南部で伝承されている民話の主人公。
頓智話で知られる。江戸時代初期の豊後国野津院（現在の大分県臼杵市野津地区）の庄屋であった初代廣田吉右衛門（ひろた きちえもん）がモデルとされる。

## 概要

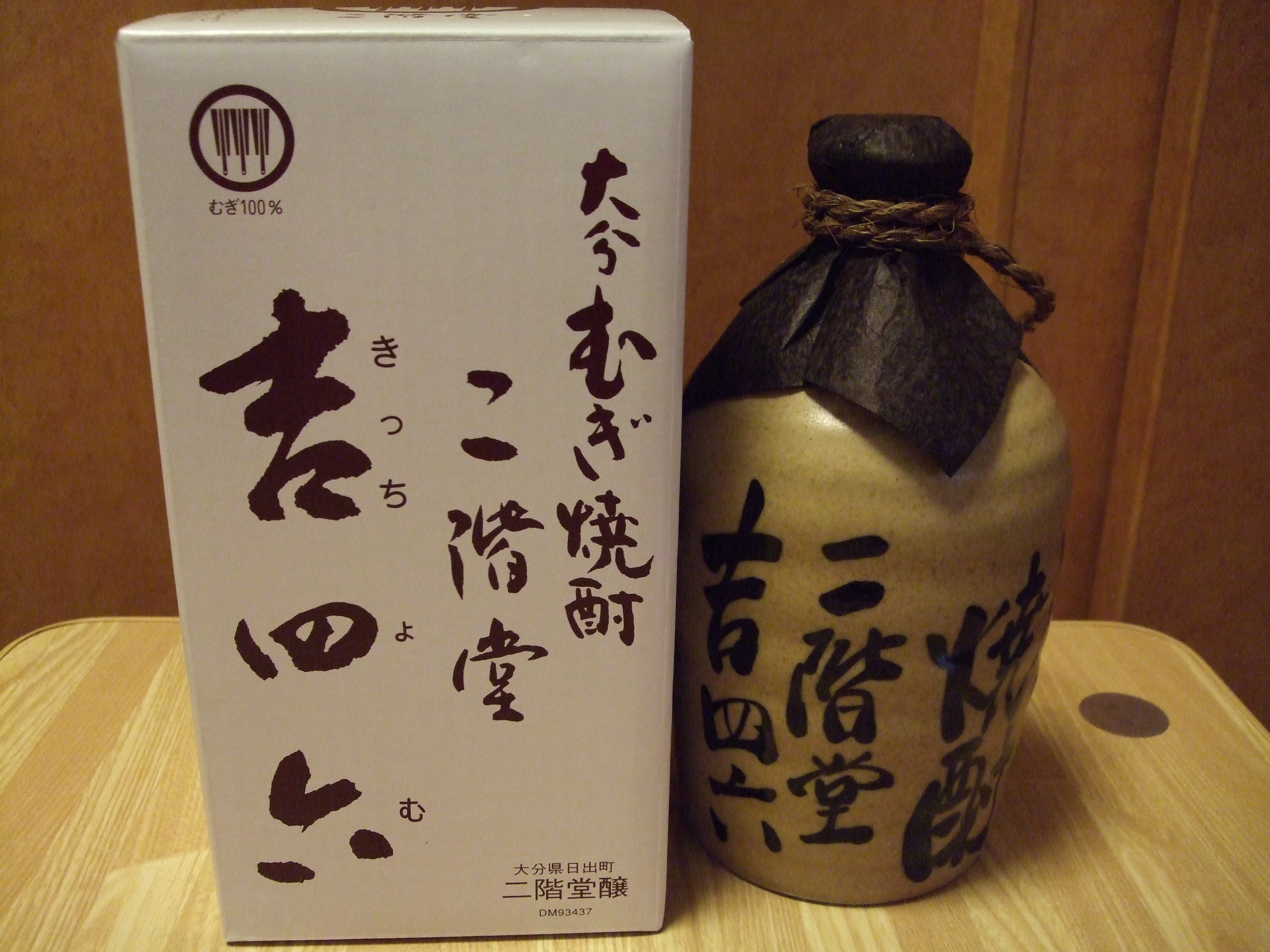
焼酎「吉四六」

廣田吉右衛門は、名字帯刀を許された地方の庄屋であった。吉四六と吉右衛門のつながりを示す史料はなく、また、廣田吉右衛門の名は7代にわたって代々受け継がれたため、どの代の吉右衛門がモデルであったのかは定かではないが、吉四六話や野津地区にある初代吉右衛門の墓の調査から、初代廣田吉右衛門（寛永5年（1628年） - 正徳5年12月27日（1716年1月21日））がモデルであると見做されている。「きっちょむ」という名は「きちえもん」が豊後弁によって転訛したものである。また、中津市等の県北には、頓智者の吉五（吉吾とも）の話が伝わるが、彼も吉四六と同系統または同一人物とされる場合がある。
吉四六は、一休宗純、彦一と並び著名なとんち者であり、寺村輝夫他、児童文学、国語科教科書などにも題材として採り上げられていたこともあって知名度は高い。地元の大分県では、焼酎の銘柄や吉四六漬など、その名を冠した商品も多数発売されている。また、九州旅客鉄道（JR九州）大分支社にはかつて「吉四六」の名称を持ったジョイフルトレインがあった（ジョイフルトレイン#吉四六を参照）。

## 吉四六話
吉四六にまつわるとんち話を吉四六話というが、これは一種の民話であり、廣田吉右衛門の伝記とは別物である。実際、吉四六話とは明治時代以降に大分県中南部の伝承を集めて編纂したもので、話数は二百数十に及ぶが、編纂の過程で脚色や創作が加えられている。たとえば、吉四六の嫁のオヘマは宮本清の創作である。そのほか、落語の演目（壺算やてれすこなどをアレンジしたもの）や他地方の伝承をそのまま郷土の伝承に置き換えたものも少なくない。
吉四六話が初めて活字化されたのは明治30年代に新聞に連載された『吉右衛門譚』であった。その後、1925年（大正14年）から、宮本清によって大分県の地方紙「大分民友新聞」で連載され、1927年（昭和2年）に『豊後の奇人 吉四六百話』として単行本化されたことから大分県内で広く知られるようになった。この時に収録されたのは100話であったが、1934年（昭和9年）、1939年（昭和14年）には『豊後の奇人 吉四六さん物語』、1950年（昭和25年）には『豊後の奇人 吉四六さんものがたり』、1974年（昭和49年）には『吉四六ばなし』として徐々に増補され、収録話数は230にまで増えている。2006年（平成18年）には収録話数を108に厳選した改版が刊行された。
一方、大分県外では1926年（大正15年）に、柳田国男が主宰して東京で「きっちょむ研究会」が発足している。1977年度（昭和52年度）からは光村図書版の国語科教科書にも採用されている。

### 主な説話
説話の数は優に200を超えるが、その中でも代表的なものを採り上げた。他地域のとんち者のエピソードと内容が重なるものも多い。また、子供向けには適さない色話も存在するほか、失敗談や怪奇話などバリエーションも豊富だが、児童文学で採り上げられることは極めて少ない。
柿の見張り番
代表的な説話の一つで、吉四六が子供の頃のエピソードである。ある日、吉四六の家の柿がたわわに実った。親は盗まれないように、吉四六に柿の木を見ているように言った。しかし、自分自身も食べたくてしょうがない。おまけに村の友人がやってきて、柿を食べようと吉四六をけしかける。そこで、吉四六は頓智を働かせ、友人と一緒に全部柿を平らげてしまった。畑仕事から戻ってきた親は吉四六をしかりつけるが、吉四六はこう言った。「柿の実は友達がもいで行ってしまったけど、柿の木はずっと見ていた」と。親は呆れて開いた口が塞がらなかった。

カラス売り
吉四六の家には毎日のようにカラスが飛んできて畑を荒らすので、吉四六は罠を仕掛けてたくさんのカラスを捕った。カラスの肉は食べてもうまくないため、金を払ってカラスを買う人はいないのだが、このカラスを何とか売れないかと吉四六はあれこれ考えた末、捕ったカラスを籠の中に詰め、その上に一羽のキジを乗せて、籠を背中に担いで町へ行った。彼は町の中を歩きながら「カラスはいらんかね」と言うが、町の人々は籠の上に乗っているキジを見て、吉四六がカラスとキジの区別も付けられないで売っているのだと思い込む。欲の深い客たちは、籠の上のキジを買うつもりで、吉四六をからかうように「おい、カラスをくれ。一羽いくらだ」と言うと、吉四六は「十文だ」と答える。客たちはたったの十文（現在だと200～300円ほど）で高価なキジを買えるなら安いものだと思い、吉四六から要求された通りに金を払ったが、吉四六は言葉通り籠の中からカラスを取り出して客たちに渡した。驚いた客たちが吉四六に文句を言うと、吉四六は平気な顔で「あんた達はわしにカラスをくれと言ったから、わしはあんた達にカラスを売っただけだ。わしはキジを売るとは一言も言っていない」と言ってのけ、客たちは何も言い返すことができなかった。

天昇り
怠け者の吉四六は田の代掻きを楽に行う方法は無いかと考え、田の真ん中に高いハシゴを立てる。そして町の衆に「天に昇ってくる」と言い回る。天昇り当日、吉四六がはしごを登りだすと、集まった町の衆は「危ない危ない」と言いながら田んぼの中で右往左往する。吉四六もはしごの上でふらついてみせる。しばらくすると「皆がそんなに危ないというなら天昇りはやめじゃ」とはしごを降りてくる。結局、町の衆が右往左往して田の中を踏み付け回ったおかげで、田は代掻きされた状態になった（類似作に代掻きでなく、豆撒き用の畑を耕すものもある）。

悲しい木
正月を目前に控えた日、吉四六は村人と山へ正月に使う薪を拾いに行った。村人達が薪を拾ってる間なぜか吉四六は薪を拾わずにずっと寝ていた。そして夕方。村人に起こされた吉四六は村人達が拾ってきた薪を見て「これは椎の木じゃ。椎の木は悲しい（椎）の木と言って、正月には縁起が悪い」と言った。これを聞いた村人は縁起が悪い木なぞいらんと薪を全部捨ててしまった。すると吉四六は村人の捨てた薪を拾い集め、それを持ち帰ろうとする。村人がその木は縁起が悪いんじゃないのかと聞くと「この木は悲しいの木じゃなく嬉しい（椎）の木じゃ」と言って、唖然とする村人を尻目に帰っていった。

川の渡し
渡し舟の船頭をしていた吉四六、ある日のこと一人の武士を乗せることになったが、舟の渡し賃は八文と決まっているにもかかわらず、武士は「六文に負けろ」と言って譲ろうとしない。やむなく吉四六は武士を乗せて向こう岸へ漕ぎ出したが、もう少しで向こう岸というところで止まってしまう。吉四六は「六文の渡し賃ではここまでしか来られません。後は降りて川の中を歩いて下さい」と言い出すので、驚いた武士が「こんなところで降りられるか」と言うと、吉四六は「ならば元の場所に戻るしかありませんな」と言い返し、「行きが六文、帰りが六文、合わせて十二文になります」と武士に告げると、さすがの武士も降参して、渡し賃を値切るのを諦めたという。

甕の値段
吉四六が家内に頼まれ、甕を買いに行った。初めは小さい甕を三十文で買って家に帰ったが、小さすぎるといわれた。そこで大きい六十文の甕を持って行こうとするが、店主にお金を貰っていないと言われる。しかし、吉四六は「三十文払って、三十文の甕を買った。その三十文の甕を返したのを合わせて六十文だから、金を払う必要はない」といってそのまま帰ってしまった。他のとんち者の説話にも登場するほか、「壺算用/壺算」という題で落語にもなっている。

首のおかわり
吉四六の近所には人の話を聞くのが三度の飯より好きな男が居た。しかし、その男は悪い癖があり、自分に納得できない話には「まさかそげんなことありゃすめえ」といちゃもんをつける。ある時、その男が吉四六に何か話はないかと尋ねてくるが、吉四六は「まさかそげんなこととは言うな。言ったら米一俵もらう」と約束をする。そこで吉四六は話を始めた。殿様が外を歩いていると持っていた扇子に鳶の糞がぺたっと落ちた。家来はすぐに「へい、扇子のお代わり」と言って代わりを持ってくる。それからしばらくすると、偶然にも殿様が持っていた刀にも鳶の糞が。すぐさま家来が「刀のお代わり」と言って持ってくる。しかし、話はその後…鳶が気になった殿様が空を見上げようとすると、何と今度は殿様の首に糞を落とした。そして家来が「首のお代わり！」というと、殿様は自分の首を切り落とし、首を付け替えまた駕籠に乗っていったという。ここまで変な話を聞かされると、さすがに男は我慢できず、「まさかそげんなことありゃすめえ」と叫んでしてしまい、約束通り男は吉四六にまるまる米一俵持って行かれたのだった。

川の鰻
吉四六が隣の村の川に来て鰻を釣っていた。そこに一人の武士がやってきて、「お前は隣の村の吉四六だな。うちの川の鰻を勝手に釣るとはけしからん。釣った鰻を全部わしによこせ」と吉四六に怒鳴る。しかし吉四六は、「わしはここの鰻を釣っているのではない。さっき、うちの村の川から数百匹の鰻がこっちへ逃げてきたから、わしはその鰻を釣っているのじゃ」と言い訳をする。そして、大きな鰻が釣れると「こいつはこの前わしが釣り逃がした鰻じゃ」と言ってすばやく魚籠に入れ、小さな鰻が釣れると「こいつはさっぱり見覚えがない。こいつはここの鰻じゃな」と言って逃がしてしまう。このように適当な理屈を並べ立てて、何も言えず唖然として立ち尽くす武士を尻目に、吉四六は大きな鰻を魚籠いっぱいに釣って帰って行ったのだった（類似作では、小さな鰻さえも「わしの餌を勝手に食べるとはけしからん。懲らしめてやる」と言って、どさくさに捕獲するバージョンもある）。

どじょう鍋
村の男達が囲炉裏端でどじょう鍋をしようとしていると、吉四六が入ってきて、豆腐を温めさせてくれないかという。男達は出汁になってちょうどいいとこれを許す。程よく煮えたところで、吉四六は豆腐を掬い上げて帰っていく。吉四六が帰った後、男達が鍋を見ると、中はもぬけの殻。鍋の熱さにどじょう達が耐えかねて、吉四六の入れた豆腐の中にもぐりこんでしまったのである。まんまとどじょうを掻っ攫った吉四六だった。（どじょう豆腐参照）

小便酒
酒を持って関所を通ろうとした吉四六だが、役人が中身の検分と称してこれを飲んでしまう。何度も酒を台無しにされ、業を煮やした吉四六は酒徳利に自分の小便を入れ、またも関所へ。役人は「この中身は小便でございます」との吉四六の言葉を信用せず、これを口にして一言、「…この正直者め！」（この説話は落語「禁酒関所/禁酒番屋」の元ネタにもなっている）

鴨撃ち
村の庄屋が鴨汁をご馳走してくれると言うので出かけた吉四六だが、庄屋は自分の椀にばかり鴨肉を入れさせ、吉四六の椀の具は大根ばかりだった。それでも吉四六はその場は「美味しい鴨汁でした」と言って帰る。だが、帰り際に「青首（の鴨、すなわちマガモ）がたくさんいるところを知っている」と言って庄屋に豪勢な弁当を用意させ、翌朝二人で繰り出した。やがて吉四六は大根畑に着いて座り込むと、弁当をぱくつき始めた。庄屋が鉄砲を手に「いったい青首（の鴨）はどこにいるのか」と尋ねると、「ほれ、そこにいっぱいいるでしょう」と答える。庄屋が「どこにも青首なんかいないだろう」といぶかると、吉四六は澄ました顔で「青首（の大根）なら、目の前にいくらでも並んでるでしょう、あれこそ先日ご馳走になった鴨ですよ」とやり込めた。

ねずみの名作
村の庄屋から「わしの家には生きているような鼠の彫り物がある」と自慢された吉四六は、自分の家にはもっと見事な彫り物があると言った。庄屋は「お前の言うことが本当なら、その彫り物を持って来い。もしもこの彫り物より見事だったら、この彫り物をお前にくれてやる」と怒った。その晩、吉四六は一晩中かかって何かを作っていた。翌日、吉四六が庄屋に見せたのは、見事な彫り物どころか馬の糞と間違うような酷い代物だったが、吉四六は慌てず、「どちらがより素晴らしいか猫に判断させましょう。猫が飛びついた方が本物に見えるいうことです」と庄屋の家の猫を連れてきた。庄屋は自分が勝つに決まっていると思ったが、猫が飛びついたのは吉四六のネズミだったため、吉四六は庄屋からネズミの彫り物をさっさと取り上げて帰って行った。実は吉四六のネズミはかつおぶしを削って作ったもので、猫が飛びつくのは当たり前だったのだ。

宙ぶらりん
吉四六が寺へ行くと二人の男が言い争っていた。訳を聞くと寺の釣鐘が「ぶらっと下がっている」か「下がってぶらっとしてる」かを言い争っているのだと言う。そして、二人はお互い一両もの大金を賭けていた。知恵者の吉四六なら答えが判るだろうと言う二人に、吉四六はしばらく鐘の周りをうろうろした後「鐘はぶらっと下がっているのでも下がってぶらっとしているのでもない。宙ぶらりんだ」と答える。剰え、賭け金の二両も「この金も宙ぶらりんで困るじゃろうから、わしがもらっておくわい」と言って、ちゃっかり懐に仕舞い、帰ってしまうのだった。

牛の鼻ぐり
ある日、吉四六は変装をして町へ行き、町の店という店に「牛の鼻ぐり（牛の鼻につけて手綱を通す道具）はないか?」と聞いて歩いた。どの店にも鼻ぐりは無く、吉四六は「困った困った。また来よう」と大きな声で言いながら村へ帰っていった。吉四六はそれから数日かかって鼻ぐりを山ほどこしらえ、それを担いで町へ売りに行った。先日の男が吉四六だと知らない店の主人達は、あの男が買いに来れば大儲けが出来ると我先に鼻ぐりを買い求めた。当然それっきり鼻ぐりを買いにくる者など居ない。店の主人達が吉四六にいっぱい食わされたと気づいたのはだいぶ後のことだった。

タケノコのお礼
吉四六は、近所から物をもらうことは多いが、自分から物を贈ったりすることはなかった。ある時、近所のお婆さんから「何かお礼をしないと、このままでは悪い評判が立つよ」と窘められる。そこで、吉四六は竹藪で大きな筍を三本だけ掘り出し、それを持って近所を廻った。吉四六は日頃のお礼と称して近所の人に筍を渡そうとするが、皆はそれを受け取らず遠慮する。それもそのはず、吉四六は筍を渡そうとする際に必ず「これはうちの便所の傍で育った筍じゃから、よく肥やしが利いております」と付け加えるからだ。結局、吉四六は少しもお金をかけず、三本の筍だけで近所のみんなにお礼ができたのだった。

銭の糞を出す馬
吉四六は馬を手放すことにしたが、痩せ馬なので高くは売れない。そこで高く売ろうとある作戦を考えた。そして町の馬方に「この馬を高く買ってくれ」と持ちかけるが、そんな痩せ馬など役には立たないと相手にしない。しかし、不思議なことに馬糞の中に銭が混ざっていたのである。驚いた馬方が吉四六に尋ねると、吉四六は「そうじゃ、この馬は銭の糞を出すんじゃ」と告げる。それならどんなに高く買っても損はしないだろうと、馬方は吉四六に大金を渡し買い取った。しかし、それからしばらくして馬方が「あの馬は上等な餌をやって大事に飼っているのに、ちっとも銭を出さんぞ」と吉四六に文句を言いに来たが、吉四六は平然として、「お前さんは馬の餌に銭を混ぜていないだろう。銭を食わせないと、銭の糞を出すわけがない」と言いのけるのだった。

サザエ買い
吉四六が臼杵の町に出歩き、魚屋の前でサザエを見付けて、「こいつは初めて見る物じゃ。珍しいから土産に持って帰ろう」と言っていくつか買う。だが、吉四六は中身をほじくって「こんな物が入っていると重くてかなわん」と言い、殻だけを持って帰るのだ。そして数日後、吉四六はもう一度サザエを買って帰るが、同じようにサザエの中身を取り出し、殻だけを持って帰る。二度までもサザエの殻をただで取ってもらった魚屋はしめしめと思い、今度は樽一杯のサザエを仕入れて用意した。どうせあの男は次も殻だけ持ち帰って中身は置いていくだろうと魚屋は思っていたが、吉四六が次に訪れた時には馬を連れていた。魚屋は吉四六に「旦那、またサザエ仕入れました。お代は少しでいいので、好きなだけどうぞ」と言う。しかし、吉四六は「こんなにたくさんのサザエの中身を取るのは面倒だ。今日は馬を連れているから、中身も一緒に全部持って行くよ」と言い、今度は身を捨てることなく、ほんのわずかのお金だけを置いて、あっけにとられる魚屋を尻目に、樽一杯のサザエを馬に乗せて全部持って行ってしまった。こうして大量のサザエをただ同然で手に入れた吉四六は、別の場所でサザエを全部売りさばき、大いに儲けたのであった。

米の飯
かつて、米は年貢として納めていたため、祭りや祝い事などの特別な時でなければ食べられるものではなかった。しかし、稲刈りも終わった頃、吉四六は無性に米の飯を食べたくなった。そこで、今にも雨が降りそうな時を見計らって、いきなり家の外に出て「おー、今から行くぞー」と叫ぶ。家内が何事かと尋ねると、今日は若い衆を集めて橋を架ける工事に借り出されたと告げる。それなら仕方無く、家内は米の飯を弁当にこしらえた。だが、ちょうど飯が炊ける頃になって雨が降り出す。吉四六はまた家の外へ出て、「おー、そうかー、橋架けはやめじゃあ」と一芝居を打った。そしてのんびりくつろぎながら自宅で米の飯を頬張るのであった。

嘘の種本/米一俵
前後編含め、様々な人物で説話がある。ある日、吉四六の家に殿様の家来が来て、殿様がお呼びなので今から城に来るようにと命じられた。家来に連れられて吉四六が城へ行くと、殿様が吉四六に向かって、「吉四六。お前は嘘をついて人を騙すのが得意だそうだが、今からわしを騙してみせよ。うまく騙すことができたら、褒美を取らす」と告げた。すると、吉四六は困ったように、「そのような用事なら、先に言って下されば良かったものを。嘘をつくには種本が必要なのですが、そのような用事とは知らなかったので、家に置いてきました」と返す。そこで、殿様は家来を遣わし、その種本を取りに行かせる。しかし、やがて家来が戻って来て、そのような本はどこを探しても見付からなかったと殿様に知らせると、殿様は「よくもわしを騙しおったな」と吉四六に怒鳴った。そこへ吉四六がすかさず「はい、おっしゃる通り殿様を騙しましたから、約束通りご褒美を下さいませ」と返せば、流石の殿様ももう何も言い返せない。そんなわけで、殿様から褒美として米一俵をもらえることになり、家来の一人が馬を一頭牽いてきた。そして米を一俵もらうと、わざと鞍の片方にでんと積み、馬を転倒させてしまう。吉四六は「なんじゃだらしのない馬じゃ」と罵り、それならばともう反対側に廻り、同じようにでんと積むが、やはり馬は転倒してしまう。それを見かねた殿様が「それでは重心が取れず、馬が可哀想ではないか」と告げると、吉四六は「ははっ、それでしたらもう一俵もらえれば、左右の釣り合いが取れて大丈夫でございます」と告げ、結局米二俵をまんまと手に入れて、持ち帰るのだった。

薪買い
吉四六の家の前を、ちょうど薪売りが通った。吉四六は彼を呼び止め「薪一束全部もらおう」と告げる。薪売りは喜んで家に持ち運ぼうとするが、そのとき吉四六は「門をくぐる時は、根元の方から入れてくれ」と注文を付けた。薪売りは変わり者がいるものだと首をかしげつつも薪を家に放り込もうとするが、如何せん根が引っかかって悪戦苦闘、その間に出っ張った根元がばらばらとほぐれていく。何とか苦労して薪を収めて、薪売りが100文の値段を付けると「高い、1文に負けろ」と無茶を言う。薪売りは「そんな安値で売れるわけないだろう」と言い返すと、結局吉四六は買うのはやめだと告げて薪売りを怒らせて返してしまった。しかし、薪は根の広がり部分がすっかり削ぎ落とされており、吉四六は大喜びで散らばった根元の細切れを掻き集めるのだった。

尾張と陸奥
町人が吉四六に「日本で一番遠い国はどこじゃ？」と尋ねると、咄嗟に吉四六が「それは尾張（今の愛知県西部）じゃ。名前からして終わりじゃからの」と即答。それを聞いて別の町人が「そんなわけがない、陸奥（今の福島県から宮城県、岩手県、青森県一帯）が一番遠いに決まっておる」と言い返す。二人は言い争いになり、どちらが正しいかお金を賭けることになった。ちょうど、そこへ御遍路さんが通る。町人が公平に判断するため彼を呼び止め、二人は同じ質問をした。そこへ、吉四六がお布施を喜捨する。お遍路さんが「おありがとうございます」と言うと、吉四六は「それ見ろ、尾張（おあり）が遠ございます」と言ったからわしの勝ちじゃ」と告げ、賭けに勝ってしまうのだった。

吉四六と庄屋/火事の知らせ
ある晩、吉四六は遠くの家が燃えているのを発見した。村の庄屋は火事が起きた場合に消火作業の指揮をする義務があるため、火事を見た者はすぐに庄屋に知らせなければならない決まりだったが、吉四六は何とも悠々としてゆっくりと庄屋の家へ向かい、庄屋の家に着くと玄関の前に立ったまま静かな声で「お庄屋様、お庄屋様、火事でございます」と何回も繰り返す。しばらくして吉四六の声に気付いた庄屋の家内が「こんな夜中に何を小声で呟いておる？」と尋ね、吉四六から「お庄屋様に火事だと申し伝えください」と聞くと、家内は慌てて庄屋に告げる。知らせを聞いた庄屋は飛び起きて現場に駆け付けたが、既に火事は消えており、庄屋は職務怠慢の責任を問われて奉行所から厳しいお叱りを受けた。庄屋は「お前のせいで、わしは大目玉じゃ。これからは扉といわず窓といわず力いっぱい叩いて、もっと大声で火事じゃ火事じゃと叫べ」と厳しく吉四六に迫った。それからしばらく経った夜、吉四六は丸太ん棒をつっかかえて庄屋の家へ走り、玄関の前でそれを振り回しながら「庄屋様、火事じゃ、火事じゃ、大火事じゃあ！」と叫び、その弾みで扉も窓も壊してしまう。慌てて出てきた庄屋が「分かった分かった、これ以上つつくな、家が壊れてしまう。で、火事はどこじゃ？」と吉四六に話し掛けると、吉四六は平然として「庄屋様、次に火事が起きたら、このような感じで知らせればよろしいですか？」と返すのだった。庄屋は呆れて開いた口が塞がらなかったという。
ほか。なお、以上の説話の多くは宮本清著『吉四六ばなし』に収載されている。

## オペラ化
1973年（昭和48年）に大分県民オペラが吉四六昇天としてオペラ化（作曲：清水脩）して大分県内で上演。後に九州を中心に全国各地で上演され、さらにテレビで全国放送も行われた。主演の吉四六を大分県出身の立川清登が演じた。大分県民オペラ協会はこのオペラの上演等の活動により、1979年（昭和54年）にサントリー地域文化賞を受賞している。